# Luigi Motta
Luigi Motta (Bussolengo, 11 de julio de 1881 – Milán, 18 de diciembre de 1955) fue un escritor, comediógrafo y periodista italiano de la primera mitad del siglo XX, autor de numerosas novelas de aventuras y ciencia ficción, escritos principalmente en la estela de Emilio Salgari.

## Biografía
Nació en Bussolengo, en la provincia de Verona, en 1881. En 1900 su primera novela, I flagellatori dell'oceano [Los flageladores del océano], ganó el primer premio en un concurso lanzado por Donath de Génova, editor de las obras de Emilio Salgari. Donath le escribió un largo prefacio y Motta le dedicó la novela. Bajo la tutela de su compatriota Salgari, construyó una exitosa carrera que le permitió cierta holgura económica (a diferencia del maestro). Fundó la revista de viajes y aventuras Intorno al Mondo [Alrededor del mundo] en Verona. Publicó numerosas novelas de aventuras (más de 100), algunas de las cuales fueron escritas por varios escritores fantasmas, numerosos en esos años. También publicó una serie de novelas apócrifas escritas con Emilio Salgari, pero en realidad escritas por Motta o Emilio Moretto.
Motta, aunque en general se limitaba a imitar a Salgari, se propuso no obstante «dar un toque científico a la novela de aventuras», situándose entre Verne y Poe, y según algunos, mostró cierta veta independiente en sus relatos de ciencia ficción.
La novela La principessa delle rose [La princesa de las rosas] fue publicada en 1911 y escrita tres años antes por Motta. Siguiendo las novelas sobre la guerra del futuro de la época, sobre la necesidad de un rearme europeo y sobre el «peligro amarillo», es una ficción política ambientada en el siglo XXI que describe el desarrollo de un conflicto librado con las armas del futuro contra una confederación asiática enemiga de Occidente.
Motta publicó junto a su colaborador Calogero Ciancimino varias obras, la más famosa de las cuales es Il prosciugamento del Mediterraneo [El secado del Mediterráneo] (1923), ambientada en el futuro, en 1956. Dirigió también la única colección de ciencia ficción bien caracterizada de la primera mitad del siglo, la gran  Biblioteca fantastica dei giovani italiani (1907), en la que publicó dos series de ocho folletos de dieciséis páginas dedicadas a obras de ciencia ficción, fantásticas, de horror y realistas de los autores italianos, incluso bajo seudónimos extranjeros.
Durante la Segunda Guerra Mundial, fue encarcelado por ayudar a los británicos que huían. A medio camino entre Palazzolo y Bussolengo poseía una casa familiar en la localidad de Montemarino, quizás utilizada para tales operaciones. Sus recuerdos de ese período fueron recogidos en su autobiografía, uno de sus últimos escritos, publicado póstumamente en 2010.
Las obras de Motta fueron traducidas en Francia por las editoriales Tallandier, Delagrave y Ferenczi.

## Obra

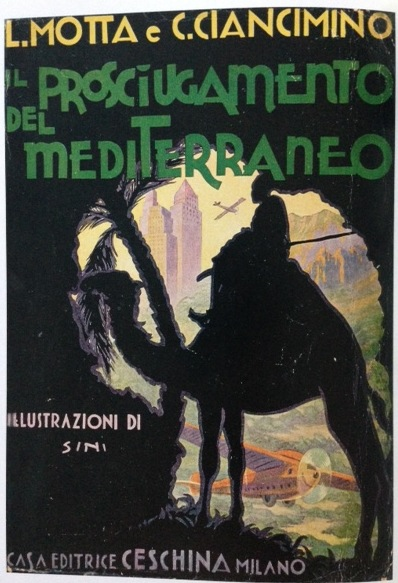
Il prosciugamento del Mediterraneo (1931), firmado junto con Calogero Ciancimino. Ilustración de Tarquinio Sini.

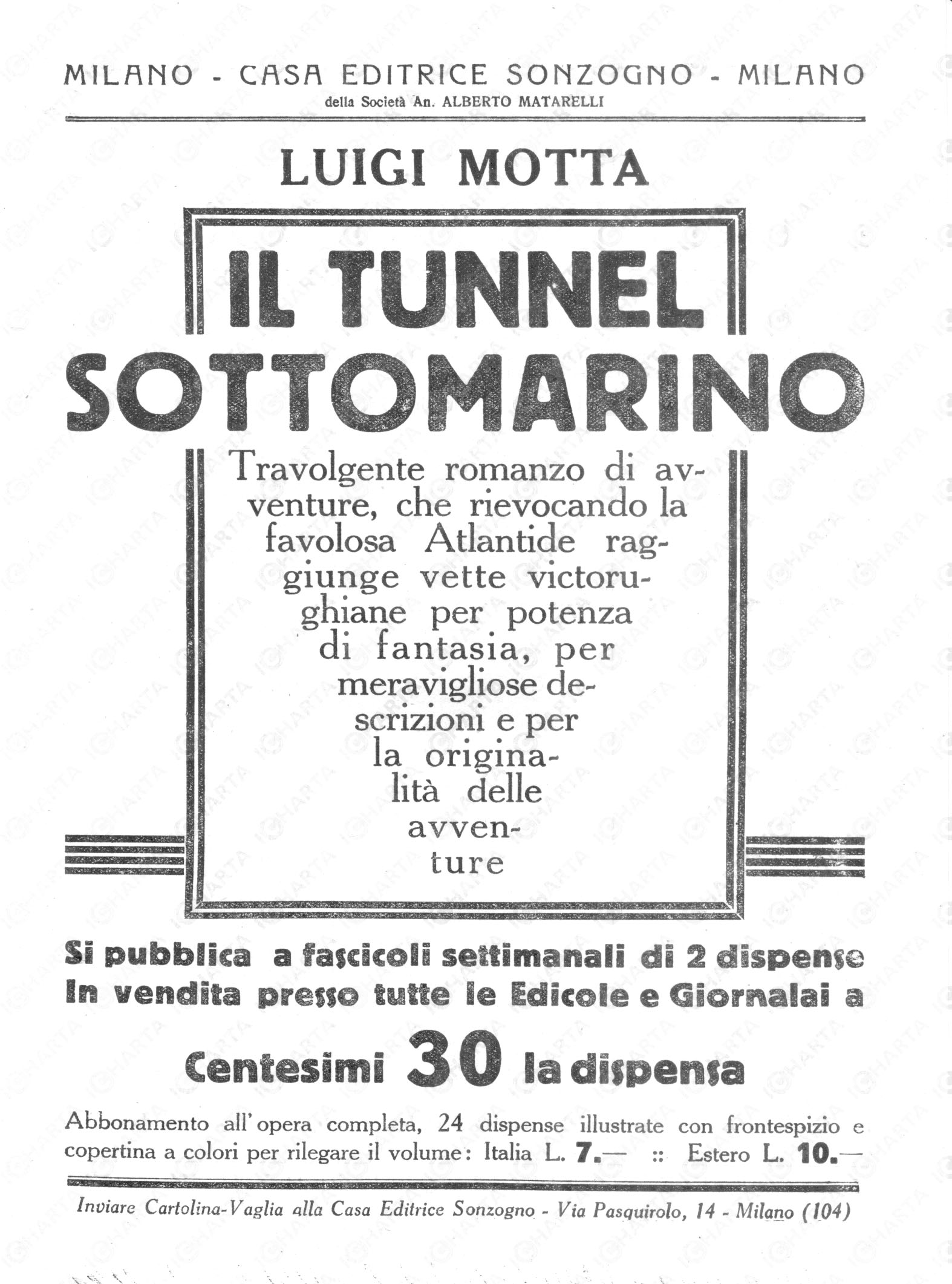
Folleto publicitario de la novela publicado en fascículos, Il tunnel sottomarino, Sonzogno, 1927.

### Novelas
Fuente

#### Ciclo de Ramavala, o el mar de la India
- I flagellatori dell'oceano, Donath, Genova, 1901; Società Editrice L'Italica, Milano, 1923; Bemporad, Firenze, años veinte (también: I flagellatori dell'Oceano Indiano, Viglongo, Torino, años cincuenta y reedición en 1972) (reeditado en dos partes: Il corsaro di Ceylon y I flagellatori dell'Oceano, O.L.M., Milano, años treinta S.A.D.E.L., Milano, años cuarenta - el primero: Il corsaro di Ceylan o Il pirata di Ceylan)
- I misteri del mare indiano, Speirani, Torino, 1903; Società Editrice Milanese, Milano, 1907; G. Celli, Milano, años veinte; Società Editrice L'Italica, Milano, años veinte; Bemporad, Firenze, años veinte; Viglongo, Torino, 1951 y 1959 (republicado en dos partes: I misteri del Mare Indiano y La tigre di Klematan, O.L.M., Milano, 1935; S.A.D.E.L., Milano, años cuarenta)
- Il dominatore della Malesia, Treves, Milano, 1909; Società Editrice L'Italica, Milano, años veinte; Bemporad, Firenze, años veinte; Viglongo, Torino, años cincuenta (republicado en dos partes: La pagoda nera e Il dominatore della Malesia, S.A.D.E.L., Milano, 1936 y 1946)
- Il re della jungla (con Calogero Ciancimino), La Recentissima, Milano, 1934; Edizioni Illustrate "Le Grandi Avventure", Milano, 1935; S.A.D.E.L., Milano, años cuarenta; Viglongo, Torino, 1955
- Il diadema di Nana Sahib, O.L.M., Milano, 1934; S.A.D.E.L., Milano, 1939 y 1947; Viglongo, Torino, años cincuenta (también: I diamanti della corona (?), Società Editrice L'Italica, Milano, años veinte)
- La Malesia in fiamme, O.L.M., Milano, 1935; S.A.D.E.L., Milano, 1936; Viglongo, Torino, años cincuenta
- La pantera del Tipperah, O.L.M., Milano, 1935; S.A.D.E.L., Milano, años cuarenta; Viglongo, Torino, 1958 (también: La pantera di Tipperah o La pantera del Tiperak)
- L'impero dei Ramavala, S.A.D.E.L., Milano, 1937 y 1947; Viglongo, Torino, 1958
- La regina di Syda Darmay, C.E.M. (Casa Editrice Milieri), Milano, 1945; Viglongo, Torino, 1955
- I due leoni, Viglongo, Torino, 1954

#### Ciclo de África meridional
- I drammi dell'Africa australe, G. Celli, Milano, 1902 y años veinte; O.L.M., Milano, años treinta (también: Un dramma nell'Africa australe, Mondadori, Milano, 1932; Viglongo, Torino, años cincuenta; también: Il cacciatore di leoni, Società Editrice L'Italica, Milano, 1922; Bemporad, Firenze, años veinte; republicado en dos partes: Il cacciatore di leoni e Un dramma nell'Africa australe, S.A.D.E.L., Milano, 1936 y 1947)
- Il segreto dei Re Bassutos, G. Celli, Milano, 1902 y años veinte; Società Editrice L'Italica, Milano, 1922; XX Bemporad, Firenze, años veinte; XX O.L.M., Milano, años treinta; Mondadori, Milano, 1932; S.A.D.E.L., Milano, 1936 y 1947; Viglongo, Torino, 1955

#### Ciclo de la revolución india
- Gli abbandonati del «Galveston», G. Celli, Milano, 1902 y años veinte; Società Editrice L'Italica, Milano, 1923; Bemporad, Firenze, años veinte; O.L.M., Milano, 1934; S.A.D.E.L., Milano, 1935; Viglongo, Torino, 1954
- Il vendicatore di Brahama, G. Celli, Milano, 1908; Società Editrice L'Italica, Milano, 1923; Barion, Sesto San Giovanni, 1932 y 1935; Aurora, Milano, 1934; Viglongo, Torino, anni cinquanta (también: Il Vendicatore di Brahma)

#### Ciclo de los adoradores
- Il raja di Koringa, Speirani, Torino, 1903 (también: L'aquila dell'Indostan, Società Editoriale Milanese, 1907; ampliación de la historia precedente; también: Il trionfo di un impero, Bemporad, Firenze, 1922; Società Editrice L'Italica, Milano, años veinte; O.L.M., Milano, años treinta; Fabbri, Milano, 1970)
- Gli adoratori del fuoco, Bemporad, Firenze, 1921; Società Editrice L'Italica, Milano, años veinte; O.L.M., Milano, años treinta; Olimpia (Gruppo Vallecchi), Firenze, 1950; Fabbri, Milano, 1956 y 1970; en 17 partes en el semanario Selezione dei Ragazzi, Fabbri, Milano, del n.º 12 del 15 de marzo de 1962 al n.º 4 del 15 de noviembre de 1962.)
- L'anello di Zerdesth, Nerbini, Firenze, 1909 (?)

#### Ciclo de Bizancio
- Fiamme sul Bosforo, Treves, Milano, 1913; Bemporad, Firenze, años veinte; Sonzogno, Milano, 1926; Viglongo, Torino, años cincuenta (publicado en partes en el mensual Il Secolo XX, Treves, Milano, enero-noviembre 1912; republicado en dos partes: Fiamme sul Bosforo e Il leone dei Saraceni, Società Editrice L'Italica, Milano, años veinte; Bemporad, Firenze, años veinte; reublicado en dos partes: Fiamme sul Bosforo e Il leone d'Oriente o I leoni d'Oriente, O.L.M., Milano, 1935; S.A.D.E.L., Milano, 1940; primera parte Fiamme sul Bosforo también como La fine di Bisanzio, S.A.D.E.L., Milano, 1939)

#### Ciclo de tiempos futuros
- Il sommergibile fiammeggiante (autor real: Emilio Moretto), L'Oceano Casa Editrice Italiana, Napoli, 1924 (publicado originalmente en 39 fascículos); en partes en el semanal Gente Nostra - Illustrazione Fascista, a partir del n.º 46 del 18 de noviembre de 1934-35 con el título de L'inferno sul mondo
- I giganti dell'infinito, Barion, Sesto San Giovanni, 1934; O.L.M., Milano, 1934; Barion, Sesto San Giovanni, 1934 y 1935; S.A.D.E.L., Milano, 1947; Viglongo, Torino, años cincuenta
- La battaglia dei ciclopi, Barion, Sesto San Giovanni, 1935; O.L.M., Milano, 1935; S.A.D.E.L., Milano, 1947

#### Ciclo del oeste
- L'occidente d'oro - Avventure fra i pelle-rosse del Canadà, Treves, Milano, 1911; Edizioni Italo Americane, años treinta; Aurora, Milano, 1934; Viglongo, Torino, años cincuenta (republicado en dos partes: L'Occidente d'oro y Lo scotennatore della prateria, Società Editrice L'Italica, Milano, 1922; Bemporad, Firenze, años veinte; S.A.D.E.L., Milano, 1939 - el segundo también: Il terrore della prateria ?)
- Il nemico di Buffalo Bill (con Calogero Ciancimino), Aurora, Milano, 1934; O.L.M., Milano, 1934 (también: I nemici di Buffalo Bill, Uggè, Milano, 1947; Industrie Grafiche Lombarde Alba, Milano, 1948, primera serie de la nueva colección de novelas de aventuras Luigi Motta; también: Buffalo Bill contro «Nube Rossa», Viglongo, Torino, 1950; ampiamente reprganizado y resumido como Gli scotennatori della prateria, Uggè, Milano, 1947; Industrie Grafiche Lombarde Alba, Milano, 1949, primera serie de la nueva colección de novelas de aventuras Luigi Motta.[10]
- Il figlio di Buffalo Bill - Racconti e avventure delle praterie (con Calogero Ciancimino), Edizioni Illustrate "Le Grandi Avventure", Milano, años treinta; Aurora, Milano, 1934; O.L.M., Milano, años treinta (en 12 fascítulos).[11]
- Il tigre bianco, S.A.S. e S.A.I.E., Torino, 1956 (póstumo)
- Il ritorno del figlio di Buffalo Bill (con Calogero Ciancimino; escrito completamente por Ciancimino), Edizioni Illustrate "Le Grandi Avventure", Milano, 1935.

#### Con Emilio Salgari
(Apócrifos salgarianos con la firma Salgari-Motta)
- I naufraghi dell'Hansa, Mondadori, 1921
- Il Brick del diavolo, Società Editrice L'Italica, 1923 (colección firmada solamente por Salgari, contiene en gran parte relatos originales de Salgari con títulos modificados arbitrariamente)
- Addio Mompracem!, Sonzogno, 1924 (atribuido por algunos a Emilio Moretto)
- I cacciatori del Far-West, Bottega di Poesia, 1925
- La Tigre della Malesia, Sonzogno, 1926 (atribuido por algunos a Emilio Moretto)
- Il naufragio della Medusa, Sonzogno, 1926
- Lo scettro di Sandokan, Sonzogno, 1927 (atribuido por algunos a Emilio Moretto)
- La gloria di Yanez, Sonzogno, 1927 (atribuido por algunos a Emilio Moretto)
- Sandokan il Rajah della Jungla nera, Viglongo, 1950